# Daniel Sea

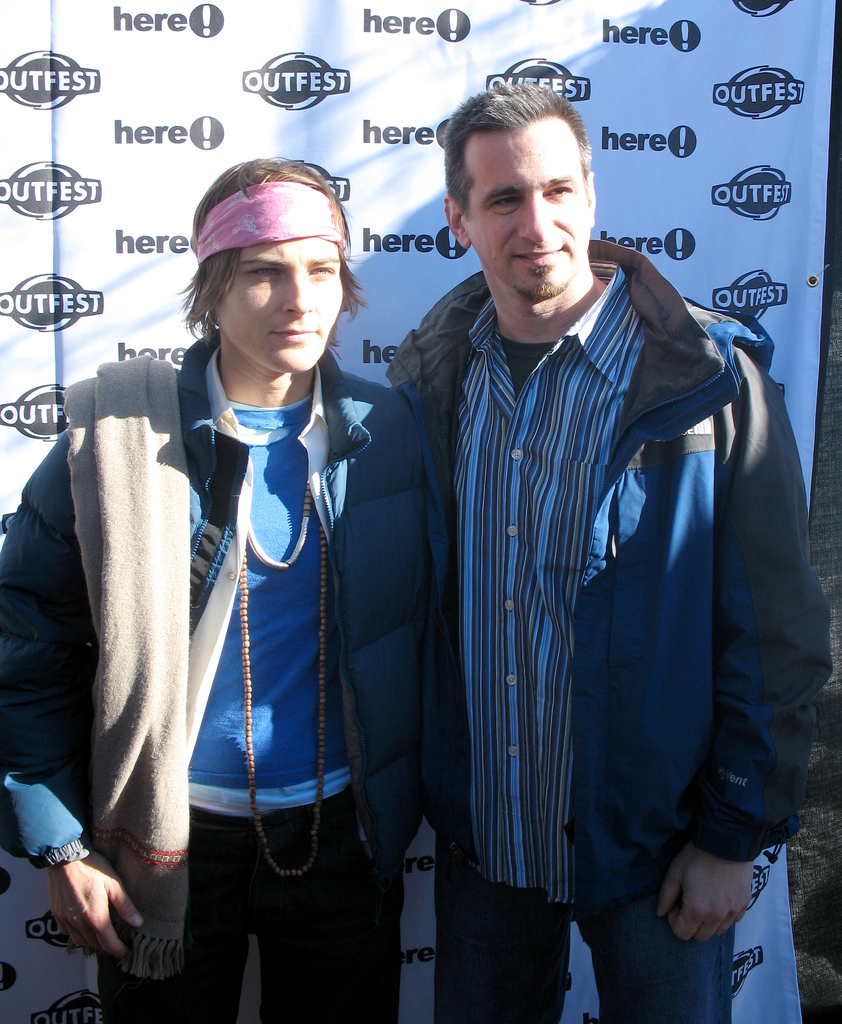
Daniel Sea (links) mit Neil Giuliano beim Sundance Film Festival

Daniel Sea (* 1973 als Daniela Sea in Malibu, Kalifornien) ist ein US-amerikanischer nichtbinärer Schauspieler und Musiker. Er wurde durch die Rolle des transgeschlechtlichen Max Sweeney in der Serie The L Word bekannt.

## Leben
Sea wuchs zunächst in Malibu auf, bevor sein Stiefvater und ehemaliger Manager beim Schallplattenlabel Motown mit ihm und der Familie für einige Jahre nach Hawaii zog. Im Alter von 16 Jahren zog Sea in das Punk-Künstler-Kollektiv Gilman Street Project im kalifornischen Berkeley, studierte später Schauspielimprovisation und Theater am Laney Community College in Oakland und trat mit verschiedenen Punkbands auf.
Er reiste mehrere Jahre durch die Welt, hütete Ziegen in verlassenen Dörfern Italiens, trampte durch die Türkei, trat mit Feuerjonglage in einem Wanderzirkus in Polen auf und lebte acht Monate lang in Indien. Zurück in den USA zog er zunächst nach New York City. Er sprach für John Cameron Mitchells Film Shortbus vor und bekam die Rolle. Im Anschluss daran produzierte Sea einen Demofilm über sich, schickte ihn an einen Autor der US-Fernsehserie The L Word – Wenn Frauen Frauen lieben, der ihn wiederum an die Regisseurin der Serie, Rose Troche weitergab. Sea erhielt die Rolle des transgeschlechtlichen Max Sweeney und spielte sie von der dritten bis zur sechsten Staffel.
Sea war auch im Film Itty Bitty Titty Committee aus dem Jahr 2007 zu sehen und hatte im Februar 2009 eine Gastrolle in Law & Order: Special Victims Unit. Er ist Mitglied der Punkband The Thorns of Life.

## Filmografie (Auswahl)
- 2025: Wenn du Angst hast nimmst du dein Herz in den Mund und lächelst